# Mala Vrbica (Stragari)
Pour les articles homonymes, voir Mala Vrbica.
Mala Vrbica (en serbe cyrillique : Мала Врбица) est un village de Serbie situé dans la municipalité de  Stragari (Kragujevac), district de Šumadija.  Au recensement de 2011, il comptait 201 habitants.

## Démographie

### Évolution historique de la population
| 1948 | 1953 | 1961 | 1971 | 1981 | 1991 | 2002 | 2011 |
| ---- | ---- | ---- | ---- | ---- | ---- | ---- | ---- |
| 482  | 474  | 429  | 372  | 313  | 258  | 249  | 201  |

|  |